# 日本国憲法第11章
日本国憲法 第11章（にほんこくけんぽう だい11しょう）は、日本国憲法の章の1つ。「補則」の章名で、日本国憲法の実施のための補則について規定している。第100条から第103条までの4条からなる。

## 構成
- 第100条 憲法施行期日、準備手続
- 第101条 経過規定-参議院未成立の間の国会
- 第102条 同前-第1期の参議院議員の任期
- 第103条 同前-公務員の地位

## 解説
この章は、憲法が施行され実施されている現在においては、適用されることのない章・条である。新憲法が完全に実施されるためには、諸法令が制定され、実施に必要な諸制度が設けられていなければならないが、そこで規定したのが「補則」である。
1948年（昭和23年）頃以降の立法においては、施行期日、経過規定等の付随的な部分は、本体（法令用語では「本則」）の条文とは独立した（再び第1条、第1項などから始まる）条項により「附則」として定められるが、日本国憲法においては、当時の附則の付置方法と同様に条項を通し番号とした上、本則の一部（最終章）として内包する形で制定されている。